# جایزه آلین پالادیوم
جایزه آلین پالادیوم (انگلیسی: Olin Palladium Award) توسط انجمن الکتروشیمی آمریکا در سال ۱۹۵۰ تأسیس شد و هر ۲ سال یک‌بار برای تشخیص مشارکت‌های برجسته در درک بنیادین انواع پدیده‌های الکتروشیمی و خوردگی به نخبگان برجسته اهدا می‌شود. این جایزه شامل یک مدال پالادیوم طراحی‌شده منحصر به فرد است که نام مدال گیرنده را دربردارد. در طراحی مدال مهر و موم انجمن الکتروشیمی آمریکا بر روی آن حکاکی شده‌است تا به‌طور سمبلیک از فلزات و نمادهای باستانی که از عناصر، زمین، هوا، آتش و آب تشکیل شده‌اند محافظت کند. دریافت کنندگان نیز با یک تابلو دیواری، جایزه نقدی، عضویت در جامعه الکتروشیمی و شرکت آزاد در جلسات آن بهره‌مند می‌شوند.